# Lancer du javelot féminin aux Jeux olympiques d'été de 1980
Navigation
Montréal 1976 Los Angeles 1984
L'épreuve du lancer du javelot féminin aux Jeux olympiques de 1980 s'est déroulée les 24 et 25 juillet 1980 au Stade Loujniki de Moscou, en URSS. Elle est remportée par la Cubaine María Colón avec la marque de 68,40 m.

## Résultats
| Rang               | Athlète             | Pays               | Essais | Essais | Essais | Essais | Essais | Essais | Marque  |
| Rang               | Athlète             | Pays               | 1      | 2      | 3      | 4      | 5      | 6      | Marque  |
| ------------------ | ------------------- | ------------------ | ------ | ------ | ------ | ------ | ------ | ------ | ------- |
| Médaille d'or      | María Caridad Colón | Cuba               | 68.40  | X      | 64.58  | 62.70  | 66.02  | 63.06  | 68.40 m |
| Médaille d'argent  | Saida Gunba         | Union soviétique   | 66.08  | 67.76  | X      | 63.78  | X      | 65.06  | 67.76 m |
| Médaille de bronze | Ute Hommola         | Allemagne de l'Est | 60.62  | 58.84  | 66.04  | 66.56  | 61.96  | 64.92  | 66.56 m |
| 4                  | Ute Richter         | Allemagne de l'Est | 54.86  | 53.12  | 62.80  | 65.68  | 66.04  | 66.54  | 66.54 m |
| 5                  | Ivanka Vancheva     | Bulgarie           | 65.38  | 60.88  | X      | 60.12  | 61.90  | 62.90  | 65.38 m |
| 6                  | Tatyana Biryulina   | Union soviétique   | 56.28  | 65.08  | 58.42  | 60.36  | X      | 62.48  | 65.08 m |
| 7                  | Éva Ráduly-Zörgő    | Roumanie           | X      | 64.08  | 54.80  | 59.44  | 57.02  | 54.30  | 64.08 m |
| 8                  | Ruth Fuchs          | Allemagne de l'Est | 59.90  | X      | 61.48  | X      | 63.94  | 59.20  | 63.94 m |
| 9                  | Bernadetta Blechacz | Pologne            | 57.94  | 52.84  | 61.46  |        |        |        | 61.46 m |
| 10                 | Antoaneta Todorova  | Bulgarie           | 54.76  | 60.66  | 52.98  |        |        |        | 60.66 m |
| 11                 | Yadviga Putiniene   | Union soviétique   | 59.94  | X      | 52.72  |        |        |        | 59.94 m |
| 12                 | Fausta Quintavalla  | Italie             | 49.60  | 57.50  | 57.52  |        |        |        | 57.52 m |

## Légende
Records et Performances
- AR : Record continental (area record)
- CR : Record des championnats (championship record)
- MR : Record du meeting (meet record)
- NR : Record national (national record)
- OR : Record olympique (olympic record)
- PR : Record paralympique (paralympic record)
- PB : Record personnel (personal best)
- SB : Meilleure performance personnelle de la saison (season's best)
- WL : Meilleure performance mondiale de l'année (world leader)
- WJR : Record du monde junior (world junior record)
- WR : Record du monde (world record)

Circonstances et Conditions
- DNF : N'a pas terminé (did not finish)
- DNS : N'a pas pris le départ (did not start)
- DQ : Disqualification (disqualification)
- NM : Aucun essai valable enregistré (No Mark)
- Q : Qualifié « directement » au prochain tour (ou à la prochaine compétition), lors d'une compétition majeure, grâce au classement ou à la réalisation des minima (automatic qualifier)
- q : Qualifié au prochain tour (ou à la prochaine compétition), lors d'une compétition majeure, grâce au repêchage ou à la réalisation de l'une des meilleures performances parmi celles des « non qualifiés directement » (grâce au meilleur temps ou à la meilleure distance par exemple) (secondary qualifier)